# Midwestern Hayride

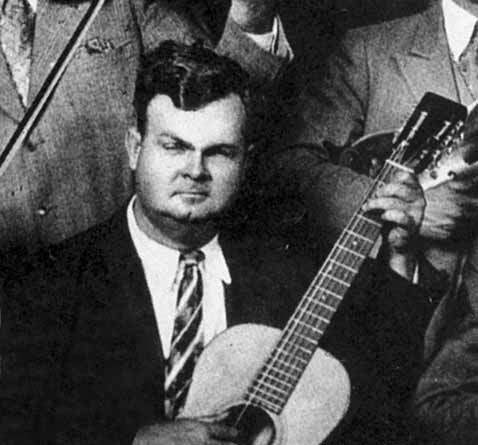
Riley Puckett

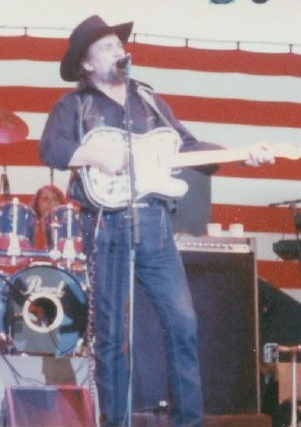
Waylon Jennings

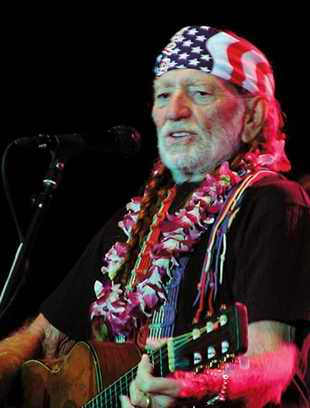
Willie Nelson

Die Midwestern Hayride war eine US-amerikanische Country-Sendung, die von WLW aus Cincinnati, Ohio gesendet wurde.

## Geschichte

### Anfänge
Der Midwestern Hayride war von WLW als Nachfolger des WLW Boone County Jamboree gedacht, das in den 1930er-Jahren in Cincinnati beheimatet war. Schon 1937 wurde die Show in den Crosley Square Studios abgehalten. Am 13. Januar 1948 wurde die Show erstmals mit großem über den neu gegründeten Fernsehsender WLW-TV ausgestrahlt. Schnell gewann der Midwestern Hayride an Beliebtheit.

### Erfolge
Am 16. Juni 1953 wurde der Midwestern Hayride zum ersten Mal über das NBC-Netz als Ersatz für die in Sommerpause gegangene Your Show Of Shows in ganz Amerika ausgestrahlt. Am 3. Juni 1955 gastierte die Show in der Castle Farm, einem der größten Auditorien Cincinnatis, das bis zu 2800 Zuschauer aufnehmen konnte. Schon 10 Tage vorher war die Show bei einem Ticketpreis von einem Dollar ausverkauft. Zuschauer reisten aus bis zu 200 Meilen entfernten Orten nach Cincinnati, um sich die Show anzusehen. In den nächsten Jahren wurden immer wieder Sendungen aus der Castle Farm gesendet. Moderator dieser Shows war Hugh Cherry. Neben Cherry war außerdem Bill Thall Moderator.
Mitglieder des Midwestern Hayride waren in den 1950er-Jahren unter anderem Jerry Byrd, Hank Penny, Herb and Kay Adams, The Down Homers sowie Skeeter Bonn. In den nächsten Jahren war der Hayride gleichbleibend beliebt und wurde daher weiterhin gesendet, auch wenn viele andere Barn Dances und Jamborees wie der erfolgreiche Louisiana Hayride oder das Big D Jamboree abgesetzt wurden. 1961 wurde Bill Spiegel Direktor der Show, welcher Spiegel auch bis 1972 bleiben sollte. Ende der 1960er-Jahre konnte die Leitung des Midwestern Hayrides auch namhafte Country-Musiker wie Waylon Jennings, Dolly Parton, Willie Nelson, Tex Ritter, Porter Wagoner oder Barbara Mandrell zu Gastauftritten verpflichten. Bis 1972 lief die Show erfolgreich, wurde dann jedoch abgesetzt, da WLW-TV den Hayride für „nicht mehr zeitgemäß“ hielt.

## Gäste und Mitglieder
| - Little Jimmy Dickens - Hank Penny - Jerry Byrd - Herb and Kay Adams - Dolly Parton - Waylon Jennings - Porter Wagoner - Tex Ritter - Willie Nelson - Girls of the Golden West | - The Kentucky Boys - Lee Jones - Mimi Roman - Buddy Ross - Judy Perkins - Bobby Bobo and his Western Rhythmaires - Jimmy Walker - The Prairie Ramblers - Charlie Gore and the Rangers |